# Santa Seclina
Santa Seclina és una església aïllada situada en un vessant del Puig Ventós que dona nom a una entitat de població del municipi de Caldes de Malavella (Selva). L'edifici religiós és una obra inclosa en l'Inventari del Patrimoni Arquitectònic de Catalunya.

## Descripció de l'edifici

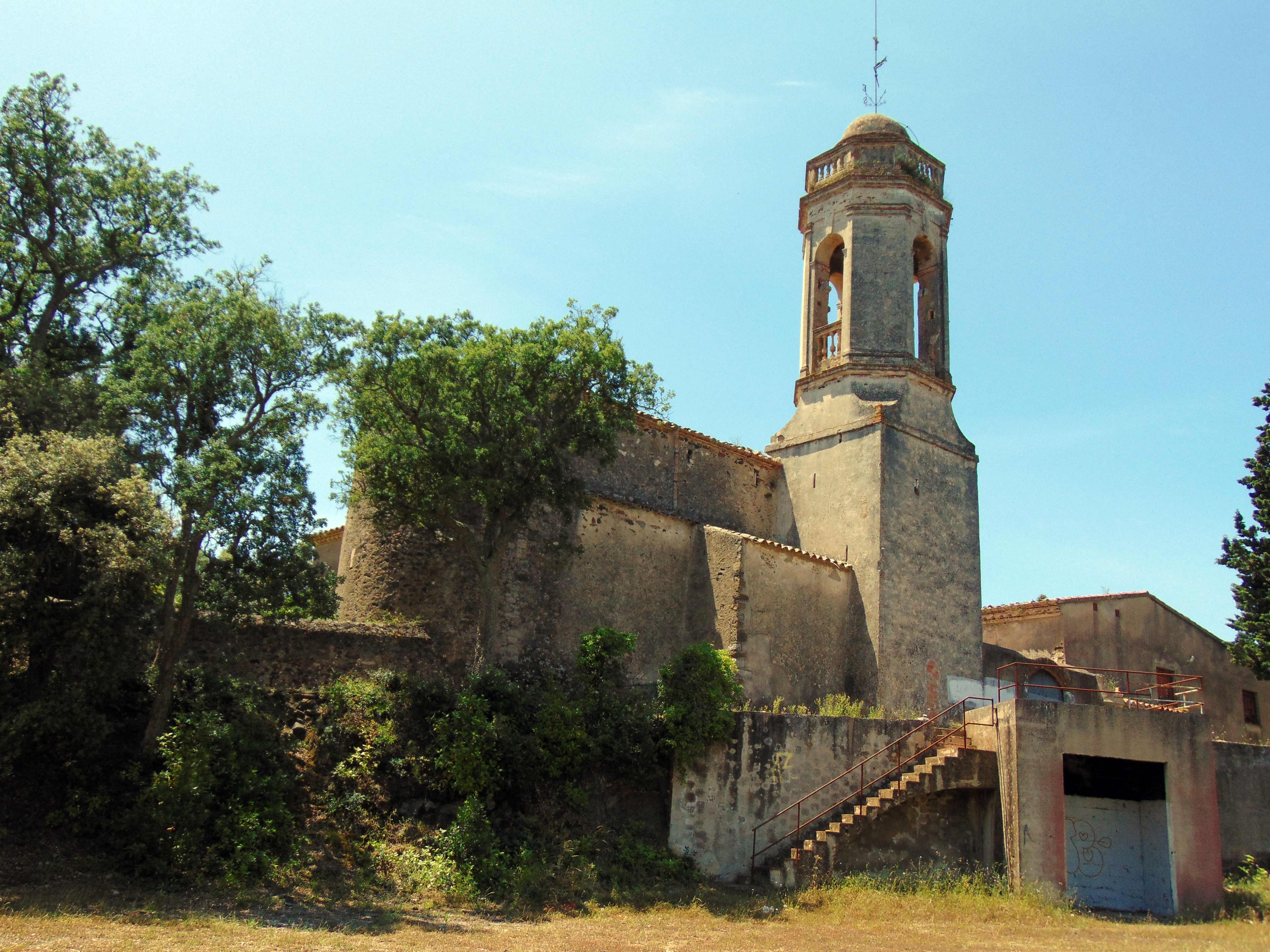

És un edifici de nau única rectangular i d'absis semicircular. Adossada hi ha una casa de la rectoria amb dos torratges de defensa, amb un cupulí cònic i a baix una trompa. A la part dreta hi ha un cementiri. A la part lateral esquerra, hi ha un campanar de dimensions desproporcionades amb relació a l'església, de base quadrada tot i que a la meitat aproximadament pren una forma octogonal, amb quatre obertures d'arc de mig punt i, cobert per una petita cúpula amb balaustrada de pedra artificial i un parallamps. Hi ha dos petits adossaments que a l'interior es converteixen en capelles. Té la façana amb decoració d'estil barroc i neoclàssic. Portalada en arc pla amb dintells i brancals de pedra. La porta està flanquejada per dues pilastres de pedra artificial a cada banda, a dalt, una cornisa motllurada separa les pilastres d'un frontó triangular. Sobre la porta una fornícula amb ceràmica i un petit rossetó motllurat. Una part de l'església està voltada per un tancat de pedra en paredat rústic bastant antic. El conjunt està en estat d'abandó, molt malmès.

## Història
Hi ha referències de l'església com a parròquia rural des del segle xiii. Segurament a aquesta època pertanyen part del mur de la nau i l'absis. Al llarg dels segles xviii i xix es va reformar i es construïren el campanar, la portalada i segurament les capelles interiors.
El trobador català Cerverí de Girona esmenta l'indret en la seva pastorel·la del segle xiii "Entre Caldes e Penedes".

## Vora camins rals
Santa Seclina es troba en l'indret on el camí ral de Palamós a Vidreres i Barcelona es separava del camí ral que unia Girona i Llagostera amb Tossa. També és lloc de pas de l'itinerari que segueix el Camí del Pelegrí de Tossa al seu pelegrinatge anual cap a Santa Coloma de Farners.